# 安倍正任
安倍 正任 （あべ の まさとう）は、平安時代中期の武将。安倍頼時の子。安倍黒沢尻五郎正任とも。奥州藤原氏初代藤原清衡は甥にあたる。

## 登場作品
- 炎立つ (1993年-1994年、NHK大河ドラマ)、演 : 若松俊秀